# Mike Lee
Michael Shumway Lee (* 4. června 1971 Mesa, Arizona) je americký politik a senátor za stát Utah. Politicky se zařazuje mezi libertariánské republikány; stejně jako jeho kolega Rand Paul, senátor za stát Kentucky, je spojován s hnutím Tea Party.

## Politická kariéra
Do senátu byl zvolen opakovaně v letech 2010 a 2016. Poprvé kandidoval roku 2010, kdy v republikánských primárkách se ziskem 51 % hlasů porazil dosavadního senátora Boba Bennetta. Následně v senátních volbách vyhrál nad demokratem Samem Granatem s výsledkem 61,6 % ku 32,8 %.